# Cyclometrische functie

Cyclometrische functies, arcfuncties of boogfuncties zijn de inverse functies van de goniometrische functies. Er zijn zes van deze functies: de boogsinus of arcsinus, de boogcosinus of arccosinus, de boogtangens of arctangens, de boogcotangens of arccotangens, de boogsecans of arcsecans en de boogcosecans of arccosecans. De grafieken van deze functies worden bekomen door spiegeling ten opzichte van de lijn {\displaystyle y=x} van een gepaste beperking van de grafiek van de overeenkomstige goniometrische functies.

## Overzicht
| Naam          | Notatie                                                                           | Definitie                 | Domein                                                       | Bereik                                                                                    |
| ------------- | --------------------------------------------------------------------------------- | ------------------------- | ------------------------------------------------------------ | ----------------------------------------------------------------------------------------- |
| boogsinus     | {\displaystyle y=\arcsin(x)} {\displaystyle y=\mathrm {bgsin} (x)}                | {\displaystyle x=\sin(y)} | {\displaystyle -1\leq x\leq 1}                               | {\displaystyle -{\tfrac {1}{2}}\pi \leq y\leq {\tfrac {1}{2}}\pi }                        |
| boogcosinus   | {\displaystyle y=\arccos(x)} {\displaystyle y=\mathrm {bgcos} (x)}                | {\displaystyle x=\cos(y)} | {\displaystyle -1\leq x\leq 1}                               | {\displaystyle 0\leq y\leq \pi }                                                          |
| boogtangens   | {\displaystyle y=\arctan(x)} {\displaystyle y=\mathrm {bgtan} (x)}                | {\displaystyle x=\tan(y)} | {\displaystyle -\infty \leq x\leq \infty }                   | {\displaystyle -{\tfrac {1}{2}}\pi <y<{\tfrac {1}{2}}\pi }                                |
| boogcotangens | {\displaystyle y=\operatorname {arccot}(x)} {\displaystyle y=\mathrm {bgcot} (x)} | {\displaystyle x=\cot(y)} | {\displaystyle -\infty <x<\infty }                           | {\displaystyle 0<y<\pi }                                                                  |
| boogsecans    | {\displaystyle y=\operatorname {arcsec}(x)} {\displaystyle y=\mathrm {bgsec} (x)} | {\displaystyle x=\sec(y)} | {\displaystyle -\infty <x<-1} of {\displaystyle 1<x<\infty } | {\displaystyle 0\leq y<{\tfrac {1}{2}}\pi } of {\displaystyle {\tfrac {1}{2}}\pi <y<\pi } |
| boogcosecans  | {\displaystyle y=\operatorname {arccsc}(x)} {\displaystyle y=\mathrm {bgcsc} (x)} | {\displaystyle x=\csc(y)} | {\displaystyle -\infty <x<-1} of {\displaystyle 1<x<\infty } | {\displaystyle 0<y<{\tfrac {1}{2}}\pi } of {\displaystyle -{\tfrac {1}{2}}\pi <y<0}       |

## Verbanden

### Complementaire hoeken
{\displaystyle \arccos x={\frac {\pi }{2}}-\arcsin x}
{\displaystyle \operatorname {arccot} x={\frac {\pi }{2}}-\arctan x}
{\displaystyle \operatorname {arccsc} x={\frac {\pi }{2}}-\operatorname {arcsec} x}

### Tegengestelde hoeken
{\displaystyle \arcsin(-x)=-\arcsin x}
{\displaystyle \arccos(-x)=\pi -\arccos x}
{\displaystyle \arctan(-x)=-\arctan x}
{\displaystyle \operatorname {arccot}(-x)=\pi -\operatorname {arccot} x}
{\displaystyle \operatorname {arcsec}(-x)=\pi -\operatorname {arcsec} x}
{\displaystyle \operatorname {arccsc}(-x)=-\operatorname {arccsc} x}

## Identiteiten
De hieronder voorgestelde vergelijkingen met wortels zijn de wortels van positieve reële getallen of de imaginaire getallen als de wortel negatief is.
Uitgaande van de vergelijking
{\displaystyle \tan {\frac {\theta }{2}}={\frac {\sin \theta }{1+\cos \theta }}},
verkrijgt men:
{\displaystyle \arcsin x=2\arctan {\frac {x}{1+{\sqrt {1-x^{2}\ }}}}}
{\displaystyle \arccos x=2\arctan {\frac {\sqrt {1-x^{2}\ }}{1+x}}}, als {\displaystyle -1<x\leq 1}
{\displaystyle \arctan x=2\arctan {\frac {x}{1+{\sqrt {1+x^{2}\ }}}}}
Verder geldt:
{\displaystyle \arcsin x=\operatorname {arccsc} {\frac {1}{x}}}
{\displaystyle \arccos x=\operatorname {arcsec} {\frac {1}{x}}={\frac {\pi }{2}}-\arcsin x}
{\displaystyle \arctan x=\operatorname {arccot} {\frac {1}{x}}}
{\displaystyle \operatorname {arcsec} x=={\frac {\pi }{2}}-\operatorname {arccsc} x}

## Logaritmische vormen
Deze functies kunnen ook aan de hand van complexe logaritmen worden uitgedrukt:
{\displaystyle {\begin{aligned}\arcsin x&{}=-i\ \ln \left(i\ x+{\sqrt {1-x^{2}\ }}\right)\\\arccos x&{}=-i\ \ln \left(x+{\sqrt {x^{2}-1\ }}\right)={\frac {\pi }{2}}\ +i\ln \left(i\ x+{\sqrt {1-x^{2}\ }}\right)\\\arctan x&{}={\frac {i}{2}}\left(\ln \left(1-i\ x\right)-\ln \left(1+i\ x\right)\right)\\\operatorname {arccot} x&{}={\frac {i}{2}}\left(\ln \left(1-{\frac {i}{x}}\right)-\ln \left(1+{\frac {i}{x}}\right)\right)\\\operatorname {arcsec} x&{}=-i\ \ln \left({\sqrt {{\frac {1}{x^{2}}}-1\ }}+{\frac {1}{x}}\right)=i\ \ln \left({\sqrt {1-{\frac {1}{x^{2}}}\ }}+{\frac {i}{x}}\right)+{\frac {\pi }{2}}\\\operatorname {arccsc} x&{}=-i\ \ln \left({\sqrt {1-{\frac {1}{x^{2}}}\ }}+{\frac {i}{x}}\right)\end{aligned}}}

## Goniometrische gelijkheden
- Lijst van goniometrische gelijkheden